# Utricularia inflexa
Utricularia inflexa är en tätörtsväxtart som beskrevs av Forsskál. Utricularia inflexa ingår i släktet bläddror, och familjen tätörtsväxter. Inga underarter finns listade i Catalogue of Life.